# Руслан Стефанчук
Руслан Олексијович Стефанчук (укр. Руслан Олексійович Стефанчук, Тернопољ, 29. октобар 1975) јесте украјински политичар и актуелни председник Врховне раде Украјине од 8. октобра 2021. године.
Сматра се за идеолога владајуће странке Слуга народа.